# Palaemnema abbreviata
Palaemnema abbreviata är en trollsländeart som beskrevs av Kennedy 1938. Palaemnema abbreviata ingår i släktet Palaemnema och familjen Platystictidae. Inga underarter finns listade i Catalogue of Life.